# مستعر أحمر ساطع

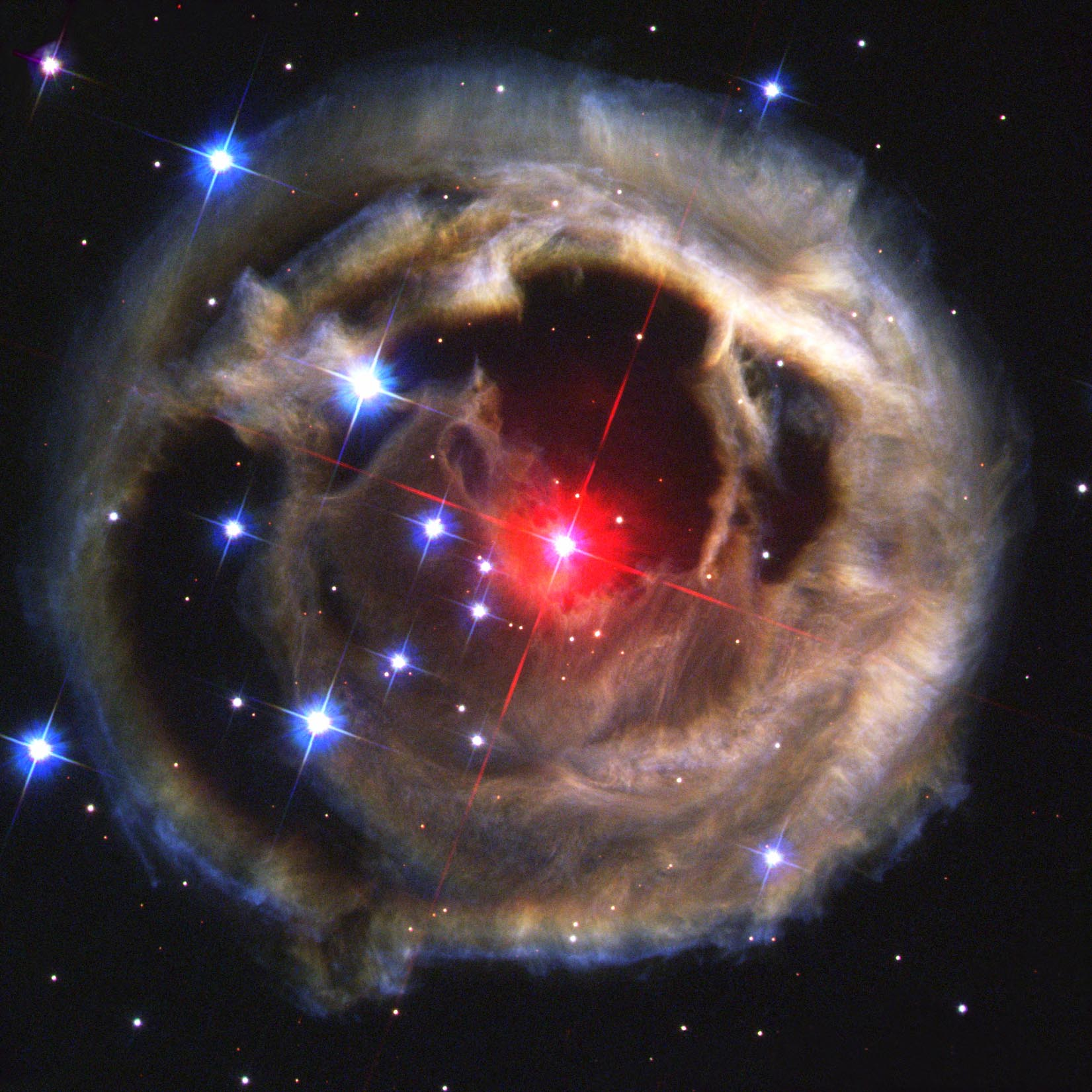
في 838 وحيد القرن من المحتل أنة متألق أحمر متعاظم.

متألق أحمر متعاظم (بالإنجليزية: Luminous red nova)‏ هو انفجار نجمي يعتقد أن سببه اندماج نجمين. يتميز بلونة الأحمر الواضح، ومنحنى الضوء الثابت مع انبعاث سطوع في الأشعة تحت الحمراء. ولا ينبغي الخلط بين المتألق الأحمر المتعاظم والمستعر المعياري ( الانفجار الذي يحدث على سطح القزم الأبيض.

## الإكتشاف
وقد لوحظ عدد قليل من الأجسام التي أظهرت خصائص متألق أحمر متعاظم على مدى السنوات ال 30 الماضية أو نحو ذلك. النجم الأحمر (M31 RV) في مجرة المرأة المسلسلة تأجج بريقة خلال عام 1988، وربما كان متألق أحمر متعاظم.
النجم (V1309 العقرب) هو نجم متألق أحمر متعاظم نتج عن اندماج ثنائي متصل في عام 2008 
في يناير كانون الثاني عام 2015، لوحظ وجود متألق أحمر متعاظم في مجرة المرأة المسلسلة .
وكان أول متألق أحمر متعاظم مؤكد هو الجرم الفلكي M85 OT2006-1، في مجرة مسييه 85 الذي يندرج من ضمن الفئة الصغيرة التي تنسب إلى في 838 وحيد القرن.